# Optatam Totius
Optatam totius, o Decreto sobre a Formação Sacerdotal, é um documento produzido pelo Concílio Vaticano II. Aprovado por 2.318 votos a 3 dos bispos reunidos no concílio, o decreto foi promulgado pelo Papa Paulo VI em 28 de outubro de 1965. O título latino significa "renovação desejada de toda [a igreja]".